# Robert Gunther

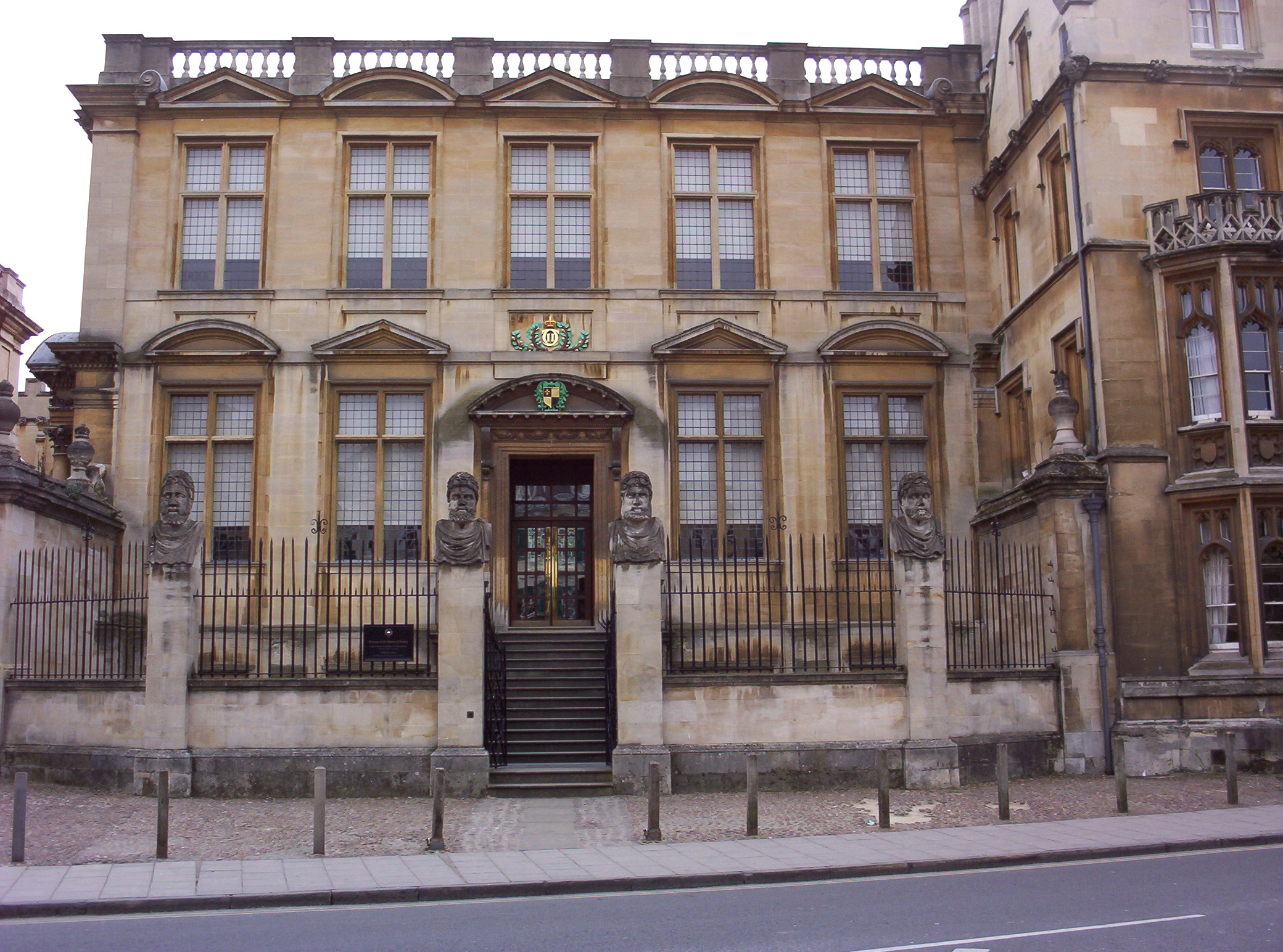
Museu d'Història de la Ciència a l'edifici Old Ashmolean d'Oxford, fundat per Robert Gunther a la dècada del 1920

Robert William Theodore Gunther (23 d'agost del 1869 – 9 d'agost del 1940) fou un historiador de la ciència, zoòleg i fundador del Museu d'Història de la Ciència d'Oxford.
El seu pare, Albert Günther, fou conservador de zoologia del Museu Britànic (Londres). Robert cursà els estudis a la University College School, adscrita al University College de Londres. Cap al final de la seva educació fou oient al mateix University College. El 1887 fou elegit a una beca de quatre anys per al Magdalen College, a la qual accedí el 1888. Ingressà en el Club Científic de la Universitat d'Oxford en el seu primer any al Magdalen i seguidament esdevingué membre del col·legi.
El 1911, Gunther i la seva família es mudaren a 5 Folly Bridge, una casa alta d'aspecte inusual situada en una petita illa del riu Tàmesi, al costat del pont. A partir d'aleshores, el riu tingué un paper clau en la seva vida. Fou un pioner de la conservació del medi ambient a Oxford.
A partir del 1923, produí Early Science in Oxford, una col·lecció de catorze volums sobre el naixement de la ciència a Oxford, l'últim dels quals sortí el 1945. Inicialment foren editats sota els auspicis de la Societat Històrica d'Oxford i impresos a la Clarendon Press d'Oxford. El quinzè volum, elaborat pel seu fill A. E. Gunther el 1967, versava sobre el mateix Robert Gunther.
Entre el 1926 i el 1930, Gunther fundà el Museu d'Història de la Ciència a l'edifici Old Ashmolean, amb certa dificultat: pocs contemporanis compartien la seva passió pels instruments científics històrics i, de fet, Early Science conté diverses pulles sobre la negligència dels seus predecessors en diverses organitzacions il·lustres a l'hora de preservar objectes com aquests. La col·lecció original del museu es basava en la col·lecció d'instruments científics del seu amic Lewis Evans, que els hi donà el 1924.
Gunther morí després d'una breu malaltia a casa d'un amic, a South Stoke, un poble al sud d'Oxfordshire. Tant ell com la seva muller, Amy, estan sebollits a Heacham (Norfolk), a la tomba familiar dels Rolfe, dels quals escrigueren la història familiar. Frank Sherwood Taylor li succeí com a conservador del Museu d'Història de la Ciència.
El museu conserva un arxiu de manuscrits reunits per Gunther.

## Família
Era fill d'Albert Günther i la seva primera muller, Roberta Mitchell, nascuda McIntosh (1842-1869), germana de William M'Intosh.
El 1900 es casà amb Amy, nascuda Neville-Rolfe, filla d'Eustace Neville Rolfe CVO (1845-1908), cònsol general a Nàpols, i Emily Auber Frances, nascuda Thornhill (1844-1900). Tingueren dos fills: Eustace Rolfe Gunther (1902-1940) i Albert Everard Gunther (1903-1998).